# Leyte
Leyte è una municipalità di quinta classe delle Filippine, situata nella Provincia omonima, nella Regione di Visayas Orientale.
Leyte è formata da 30 baranggay:
- Bachao
- Baco
- Bagaba-o
- Basud
- Belen
- Burabod
- Calaguise
- Consuegra
- Culasi
- Danus
- Elizabeth
- Kawayan
- Libas
- Maanda
- Macupa

- Mataloto
- Palarao
- Palid I (Ilawod)
- Palid II (Iraya)
- Parasan
- Poblacion
- Salog
- Sambulawan
- Tag-abaca
- Tapol
- Tigbawan
- Tinocdugan
- Toctoc
- Ugbon
- Wague